# Албена Колчакова
Албена Колчакова е българска журналистка и телевизионен продуцент.

## Биография
Родена е на 23 юли 1981 г. в София. През 2000 г. завършва с пълно отличие и златен медал Националната професионална гимназия по полиграфия и фотография „Юлиус Фучик“ с професионална квалификация по фотография. От 2000 до 2002 г. завършва Школата по операторско майсторство към Факултета по журналистика и масова комуникация на Софийския университет „Св. Климент Охридски“. От 2002 до 2006 г. следва журналистика в Софийския университет „Св. Климент Охридски“.
Албена Колчакова участва със свои творби в многобройни фотографски изложби, за които получава награди (Фотографски конкурс – Токио, 1999; Фотографски конкурс – Букурещ, 1998; София – 1998 и 1997, Широка лъка – 2000 г.). От 1999 до 2008 г. се занимава професионално с художествена и документална фотография.
Владее английски и руски език. Интересува се от литература, визуални изкуства и документална журналистика.
Оформя концептуално и продуцира сутрешния облик на осем предизборни кампании по БНТ.

## Продукции
През 2005 г. Албена Колчакова започва работа в Българската национална телевизия (БНТ) като репортер в Сутрешния блок „Денят започва“ и след това като редактор в информационната емисия „По света и у нас“. През 2007 г. тя става един от основателите и първи продуцент на „БНТ Такси“.
През 2009 г. Албена Колчакова става продуцент на сутрешния блок на БНТ „Денят започва“.
Идеен автор на рубриките „Шестият елемент“, „БНТ Парк Live“, „Имам да ти казвам нещо“ и главен организатор на редица телевизионни инициативи.